# 67.º Ejército (Unión Soviética)
El 67.º Ejército fue un ejército de campaña del Ejército Rojo de la Unión Soviética que combatió durante la Segunda Guerra Mundial, se formó el 10 de octubre de 1942 en el Frente de Leningrado a partir del Grupo Operativo Neva, en el momento de su formación su cometido era defender la margen derecha del río Nevá, sosteniendo el Nevsky Pyatachok y cubriendo el Camino de la Vida. En enero de 1943, el ejército luchó en la operación Chispa. A finales de diciembre, el 67.º Ejército se reorganizó y absorbió tanto el cuartel general del 55.º Ejército como sus unidades de combate y apoyo.
Entre enero y marzo de 1944, el 67.º Ejército luchó en la ofensiva de Leningrado-Nóvgorod, en la que capturó Mga y Luga. En abril, pasó a formar parte del Tercer Frente Báltico y participó en la Ofensiva de Pskov-Ostrov en julio y en la ofensiva de Tartu en agosto y septiembre. Posteriormente, en septiembre y octubre de 1944, combatió en la ofensiva de Riga. El ejército luego luchó contra los restos del Grupo de Ejércitos Norte (a partir del 25 de enero de 1945 renombrado como Grupo de Ejércitos Curlandia) cercados en la bolsa de Curlandia. Después del final de la guerra, fue disuelto en agosto de 1945. 

## Historial de combate

### Formación
El 67.º Ejército se formó el 10 de octubre de 1942, sobre la base de una directiva de Stavka fechada el 9 de octubre de 1942. Formaba parte del Frente de Leningrado y se formó a partir del Grupo Operativo Neva, como resultado del fracaso de la ofensiva de Siniávino, en el que el Grupo Operativo Neva fue incapaz de romper las líneas del 18.º Ejército alemán. El Grupo Operativo fue reforzado con nuevas unidades y redesignado como 67.º Ejército. El primer comandante del nuevo ejército fue el mayor general Mijaíl Dujanov.
A principios de noviembre, incluía la 45.º División de Fusileros de Guardias, la 46.ª y la 86.º Divisiones de Fusileros, las 11.ª y 55.ª Brigadas de Fusileros, la 16.ª Área Fortificada, así como artillería, tanques y otras unidades de apoyo. El ejército tenía encomendada la tarea de defender la margen derecha del Nevá desde los rápidos hasta el lago Ládoga. Al mismo tiempo, combatió en la zona del Nevsky Pyatachok y protegió el Camino de la Vida que discurría a través de la superficie helada del lago Ládoga.

### Combates en los alrededores de Leningrado
A finales de diciembre, el ejército llevó a cabo operaciones de entrenamiento en preparación para la próxima operación Chispa, una ofensiva destinada a derrotar al 18.° Ejército en la zona de Shlisselburg-Siniávino al este de la ciudad y levantar el asedio de Leningrado.

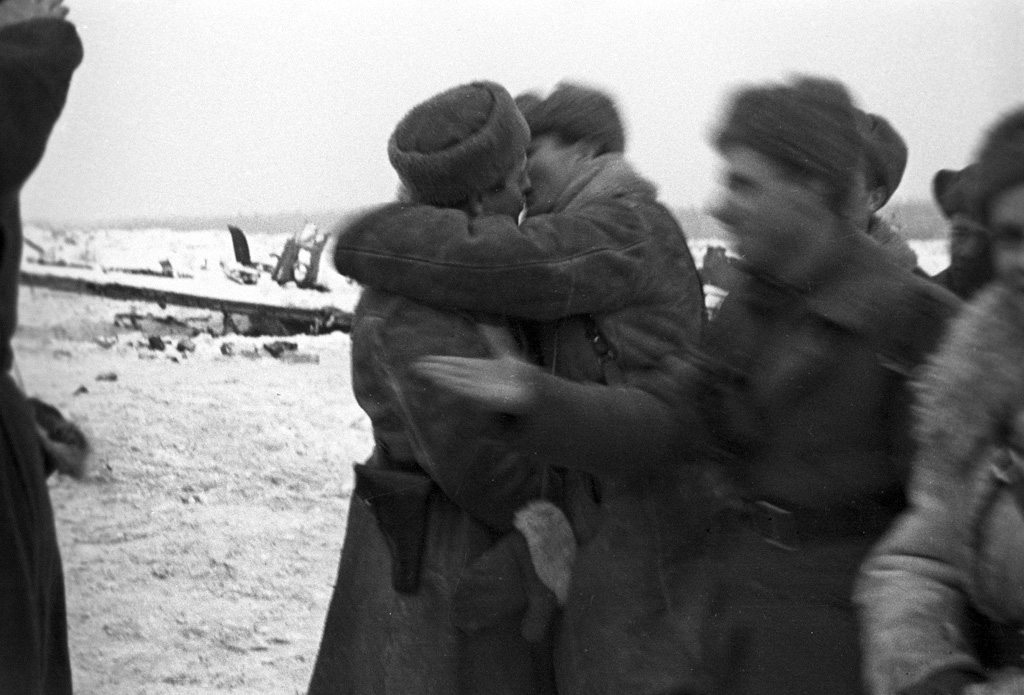
Soldados pertenecientes al 67.° Ejército y al 2.° Ejército de Choque se unen durante la Operación Chispa, rompiendo de esa forma el sitio de Leningrado

La Operación Chispa comenzó el 12 de enero, tras un bombardeo de artillería, el ejército avanzó a lo largo de un frente de doce kilómetros a través del helado río Nevá con cuatro divisiones de fusileros entre Shlisselburg y Dubrovka. Los ataques de la 45.º División de Fusileros de la Guardia y la 86.º División de Fusileros fueron rechazados por las tropas alemanas. Las divisiones de fusileros 136.º y 268.º atacaron alrededor de la aldea de Márino, sufriendo 3000 bajas. Las dos divisiones destruyeron varias divisiones alemanas avanzadas y capturaron Márino, capturando una cabeza de puente. La 170.ª División de Infantería alemana formó una línea de defensa alrededor del hospital y la planta de energía de Gorodok, deteniendo el avance soviético.
El 13 de enero, la 136.ª División de Fusileros y la 61.ª Brigada de tanques del 67.º ejército avanzaron cuatro kilómetros hacia el este. La 170.º División de Infantería alemana contraatacó después del fracaso del ataque soviético allí, obligando a la 268.º División a retroceder dos kilómetros. Durante los siguientes tres días, el ejército avanzó hacia el noreste, pero fue nuevamente detenido en Gorodok. El 18 de enero, a las 9:30 horas, los elementos principales de la 123.º División de Fusileros del 67.° Ejército y la 372.º División de Fusileros del 2.° Ejército de Choque se unieron cerca del Asentamiento Obrero n.º 1 y rompieron así parcialmente el bloqueo, lo que marcó una fecha importante en el sitio de Leningrado. La 136.ª División de Fusileros y la 61.ª Brigada de tanques avanzaron hacia el Asentamiento Obrero No. 5 y la 86.ª División de Fusileros capturó Shlisselburg. Las tropas alemanas establecieron una nueva línea defensiva y el 67.º Ejército continuó atacando Gorodok el 20 de enero, pero sin éxito.

### Ruptura final del sitio de Leningrado
Artículo principal:  Ofensiva de Leningrado-Novgorod

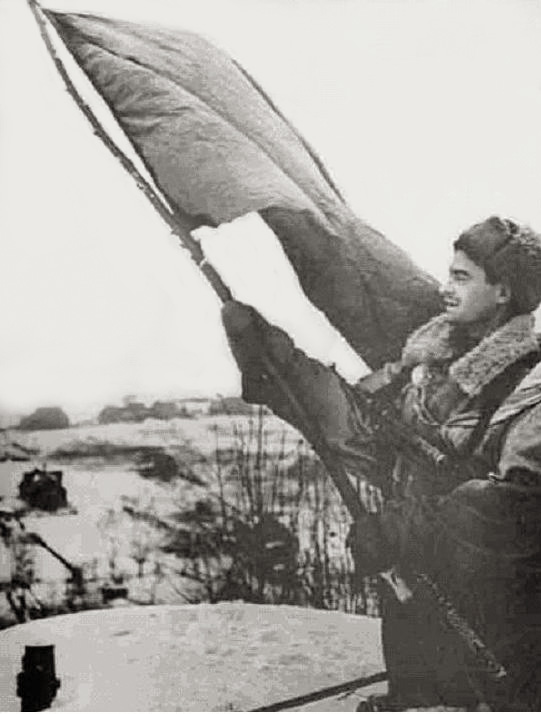
Soldados soviéticos ondean la bandera roja tras liberar Leningrado, 19 de enero de 1944.

Después del éxito parcial de la Operación Chispa, el Cuartel General del Alto Mando Supremo (STAVKA) decidió lanzar una operación a gran escala, con el nombre en código «Estrella Polar», cuyo objetivo final era derrotar al Grupo de Ejércitos Norte alemán y la liberación completa de la región de Leningrado. El 67.º Ejército apoyó el ataque en la zona de Krasni Bor, capturando Gorodok después de seis días de intensos combates, el 18 de febrero. El 22 de julio, el 67.º Ejército atacó las alturas de Siniávino desde el oeste. Su 30.° Cuerpo de Fusileros de la Guardia fue detenido por la resuelta resistencia alemana. El ataque continuó con menor intensidad hasta el 22 de agosto. El ataque se reanudó el 15 de septiembre y el 30.º Cuerpo de Fusileros de la Guardia capturó finalmente las Alturas de Siniávino. El 25 de diciembre de 1943, el 55.º Ejército se disolvió y tanto el cuartel general como sus unidades de combate y apoyo se fusionaron con el 67.º Ejército. El Comandante del 55.º Ejército, el teniente general Vladímir Svirídov, asumió el mando del nuevo ejército.
El 1 de enero de 1944 el 67.º Ejército estaba formado por el 116.º y 118.º Cuerpo de Fusileros, la 291.ª División de Fusileros, la 14.ª Región Fortificada, la 81.ª Brigada de Artillería, así como artillería, ingeniería y otras unidades de apoyo. El ejército luchó en la ofensiva Leningrado-Nóvgorod. Operando junto con las tropas del Frente del Vóljov, derrotó a las topas alemanas que defendían las localidades de Mga y Luga, el 21 de enero, el 67.º Ejército capturó Mga. Posteriormente intentó rodear al XXVII Cuerpo de Ejército alemán y al XXVIII Cuerpo de Ejército desde el norte, pero sus ataques fueron detenidos por la 12.ª División Panzer. El ejército capturó Luga el 12 de febrero. Continuando la ofensiva, alcanzó el área fortificada de Pskov-Ostrov a finales de febrero, donde se vio obligado a detener la ofensiva. En marzo, Sviridov fue reemplazado por el teniente general Vladímir Romanovski.

### Operaciones en el Báltico
El 24 de abril el 67.º Ejército pasó a formar parte del recién formado Tercer Frente Báltico al mando de Iván Máslennikov. Entre el 17 y el 21 de julio, luchó en la ofensiva de Pskov-Ostrov, en el curso de dicha ofensiva capturó la ciudad fortaleza de Ostrov, perteneciente a la Línea Panther, el 21 de julio, y para el día 31 había avanzado profundamente por el sur de Estonia y de Letonia oriental. Posteriormente, entre el 10 de agosto y el 6 de septiembre, luchó en la ofensiva de Tartu donde el 67.º Ejército rompió las líneas defensivas del XXXVIII Cuerpo de Ejército alemán el primer día de la ofensiva y capturó Petchory (óblast de Pskov) al día siguiente, el 13 de agosto capturó Võru, momento en el que el avance del ejército se desplazó hacia Tartu en el sur de Estonia que fue capturada el 28 de agosto, después de un día de intensos combates callejeros, antes de ser detenido por un fuerte contraataque alemán. Estos duros combates habían debilitado sobremanera al Grupo de Ejércitos Norte, el cual se hallaba al borde del colapso. A primeras horas del 29 de agosto la Stavka ordenó que los Primer (al mando del mariscal Iván Bagramián), Segundo (cuyo comandante era Andréi Yeriómenko) y el Tercer frentes bálticos reanudaran su ofensiva y tomaron Riga
El 14 de septiembre, el 67.º Ejército integrado en el Tercer Frente Báltico comenzó la ofensiva de Riga, dicha ofensiva consistía en un ataque concéntrico de los tres frentes bálticos sobre Riga. El 3.º Frente Báltico atacó desde el noroeste, el 67.º Ejército tomó Mazsalaca el 25 de septiembre avanzando a continuación hacia el golfo de Riga. Para finales de septiembre el Ejército Rojo amenazaba Riga desde tres direcciones con lo que el Generaloberst Ferdinand Schörner comandante del Grupo de Ejércitos Norte, ordenó una retirada general hacia Riga, lo cual ocasionó un incremento de la resistencia alemana en las afueras de la ciudad. Enfrentada a esta realidad la Stavka ordenó un redespliege de las fuerzas soviéticasː los 2.º y 3.º Frentes Báticos debían acabar con los alemanes desplegados en Riga y en la costa báltica, mientras el 1.º Frente Báltico debía atacar hacia el oeste y el suroeste. El 13 de octubre el 67.º Ejército de Romanovski capturó Riga, llegando a la costa aunque para entonces los restos del Grupo de Ejércitos Norte ya habían abandonado la ciudad y se habían retirado a la península de Curlandía donde permanecerían cercados hasta el final de la guerra en la llamada bolsa de Curlandia.
El 16 de octubre, el Tercer Frente Báltico se disolvió, sus tropas fueron trasladadas al Primer y Segundo Frentes Bálticos, así como al Frente de Leningrado. El 67.º Ejército pasó a formar parte del Frente de Leningrado, donde permanecería hasta el final de la guerra. Estas fuerzas estaban estacionadas principalmente cerca de la bolsa de Curlandia con la tarea de contener al Grupo de Ejércitos Curlandia, que continuaría resistiendo hasta el final de la guerra en Europa. El 16 de marzo de 1945, el teniente coronel Nikolái Simoniak se convirtió en el comandante del ejército.
Entre junio y julio de 1945, el 67.º Ejército se disolvió. El 2 de agosto, el cuartel general del 67.º Ejército se utilizó para formar el nuevo cuartel general del Distrito Militar de Leningrado.

## Mando

### Comandantes del ejército
- Mayor general Mijaíl Dujanov (10 de octubre de 1942-15 de diciembre de 1943)
- Teniente general Vladímir Svirídov (15 de diciembre de 1943-23 de marzo de 1944)
- Teniente general Vladímir Romanovski (24 de marzo de 1944-28 de febrero de 1945)
- Teniente general Serguéi Roginski (28 de febrero - 31 de marzo de 1945)
- Teniente general Nikolái Simoniak (31 de marzo de 1945- hasta el final de la guerra)

### Miembros del Consejo Militar
- Mayor general Piotr Andreevich Tyurkin (10 de diciembre de 1942-15 de diciembre de 1943)
- Mayor general Alexander Emelyanovich Hmel (15 de diciembre - 25 de diciembre de 1943)
- Mayor general Georgy Pavlovich Romanov (4 de enero de 1944 - hasta el final de la guerra)

### Jefes de Estado Mayor
- Mayor general Vladímir Alekseevich Krylov (octubre - noviembre de 1942)
- Mayor general Emelyan G. Savchenko (1 de abril de 1943-14 de diciembre de 1943)
- Mayor general Alexander Semyonovich Tsvetkov (15 de diciembre de 1943 - 4 de abril de 1945)
- Mayor general Nikolái Pavlovich Sidelnikov (4 de abril de 1945 - hasta el final de la guerra)